# Kimmie Meissner
Kimberly "Kimmie" Meissner, née le 4 octobre 1989 à Towson (Maryland), est une patineuse artistique américaine. Elle est la championne du monde 2006, la championne des États-Unis 2007 et la championne des Quatre continents 2007. Elle est la première américaine et la première patineuse à obtenir simultanément un titre mondial, national et des Quatre continents.

## Biographie

### Vie personnelle
Kimberly Meissner est née à Townson, Maryland. Elle est la cadette de quatre enfants et l'unique fille.
Meissner a fait ses études secondaires à Fallston High School et elle fut diplômée en mai 2007. À l'automne 2007, elle a fait son entrée à l'université du Delaware comme étudiante à temps partiel. Meissner s'est entraînée au club de patinage de l'université de Delaware à Newark (Delaware) pour une grande partie de sa carrière. Jusqu'en février 2008, Meissner habitait au Maryland avec sa famille. À la suite de son changement d'entraîneur peu après les championnats des États-Unis 2008, elle vit maintenant à Fort Lauderdale en Floride.

### Carrière sportive
Kimmie Meissner a commencé à patiner à l'âge de six ans, alors qu'elle regardait ses frères aînés jouer au hockey. Elle a réussi son premier triple saut, un triple Salchow, six ans plus tard.
Lors de la saison 1999/2000, Meissner se qualifia pour les championnats des États-Unis junior alors qu'elle est de niveau juvénile. Elle se classa 16e. La saison suivante, alors de niveau intermédiaire, elle retourna aux championnats des États-Unis junior et termina à nouveau 16e.
À la saison 2002/2003, Kimmie termina 2e à une compétition régionale et remporta les championnats de section. Cela lui permit de se qualifier pour les championnats des États-Unis de niveau novice. À l'âge de 13 ans, Meissner a remporté le titre national des États-Unis de niveau novice après avoir réussi un triple Lutz dans son programme libre. Après les championnats des États-Unis 2003, Meissner est nommé sur l'équipe pour participler au Triglav Trophy où elle remporta la médaille de bronze, toujours au niveau novice.
À la saison suivante, Meissner passa au niveau junior et participa au Grand Prix junior. Elle a gagné la médaille d'argent à sa première assignation au Grand Prix junior 2003/2004. Elle remporta l'or à sa deuxième assignation, ce qui lui permit de se qualifier pour la Finale du Grand Prix junior, où elle termina 5e. Aux championnats des États-Unis 2004, Kimmie s'est retrouvé 2e derrière Katy Taylor après le programme court. Mais, Meissner a remporté le programme libre en réussissant deux triples Lutz et gagna le titre national des États-Unis de niveau junior. Elle se qualifia pour les championnats du monde junior. Durant cette compétition, elle a réussi pour la première fois une combinaison triple Lutz-triple boucle piqué et a remporté la médaille d'argent derrière Miki Ando.
En 2004/2005, Meissner passa au niveau senior sur la scène nationale, mais resta de niveau junior sur la scène internationale. Lors du Grand Prix junior 2004/2005, le nouveau système de notation fut utilisé pour la première fois. Meissner a remporté des médailles d'argent à ses deux assignations et se qualifia à nouveau pour la Finale. Elle se mérita la médaille de bronze, lors de la Finale, après avoir passé de la 7e place à la 2e place.

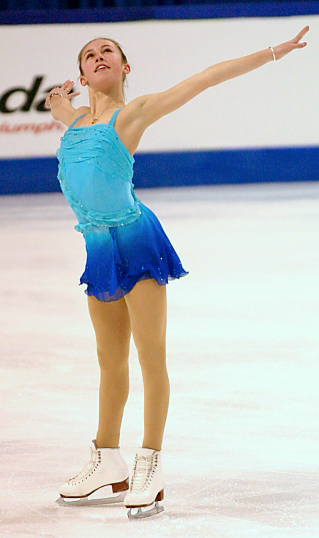
Kimmie Meissner aux championnats du monde junior 2005.

Le 15 janvier 2005, lors des championnats des États-Unis, Meissner a réussi un triple Axel et devient la deuxième américaine à réussir un tel saut en compétition, 14 ans après Tonya Harding. Meissner a gagné la médaille de bronze. Étant âgé que de 15 ans, elle n'a pas l'âge minimal requis pour participer aux championnats du monde de niveau senior. Elle fut alors envoyée aux championnats du monde de niveau junior. Elle se classa 3e après le programme court, 4e après le programme libre, 4e au total. Quelques semaines plus tard, Meissner a assisté aux championnats du monde de niveau senior, en tant qu'invité de ESPN.
Pour la saison olympique 2005/2006, Meissner passa au niveau senior sur la scène internationale. Elle a fait ses débuts dans le Grand Prix à la Trophée Éric Bompard où elle termina 5e. Elle se classa 5e également au Trophée NHK. Lors des championnats des États-Unis 2006, Meissner remporta la médaille d'argent et elle est nommée sur l'équipe olympique américaine. Cela fait d'elle la plus jeune athlète de l'équipe olympique américaine.
Durant les Olympiques, Meissner a passé la première semaine à s'entraîner à Courmayer avant de déménager à Turin quelques jours avant que l'épreuve féminine ne débute. Meissner était la 2e patineuse à s'exécuter lors du programme court. Elle a réussi un triple Lutz-triple boucle piqué en combinaison et se classa 5e. Pour le programme libre, Meissner se retrouva dans le dernier groupe. Elle se classa 6e du programme libre ainsi qu'au total.
Après les Olympiques, Meissner retourna à Baltimore. Lors du voyage de retour, un de ses tympans se rompit partiellement, tandis que l'autre se rompit totalement. Ceci affecta son ouïe lors de son entraînement pour les championnats du monde 2006, son premier championnat de l'ISU de niveau senior. Lors de la qualification, Meissner se classa 2e de son groupe et 5e après le programme court, ce qui la plaça 3e au total avant le programme libre. Lors de son programme libre, Meissner a exécuté 7 triples sauts dont 2 combinaisons triple-triple pour gagner le titre mondial. Cette victoire fait de Meissner la première femme depuis Kristi Yamaguchi à gagner un titre mondial avant d'obtenir un titre national. Meissner est aussi la première femme depuis Oksana Baiul à remporter les championnats du monde à sa première participation.
À la saison 2006/2007, Meissner a remporté la médaille d'argent à Skate et le bronze au Trophée Éric-Bompard, après avoir chuté sur une tentative de triple Axel. Lors des championnats des États-Unis, Meissner est la favorite. Elle a remporté le titre après avoir été première du programme court et 3e du programme libre. Elle est devenue la première patineuse depuis Barbara Roles à remporter les titres nationaux au niveau novice, junior et senior.
Après les championnats des États-Unis, elle a participa aux Quatre continents pour la première fois. Lors du programme court, elle a chuté sur sa combinaison triple-triple et se retrouva en 6e place. Elle remporta le programme libre et par la même occasion, la compétition, devenant par le fait même la première championne des États-Unis à remporter le Quatre continents. Lors des championnats du monde, Meissner a réalisé son meilleur pointage pour un programme court et se classa 4e. Lors du programme libre, elle n'a pas réussi aucune de ses combinaisons triple-triple prévues et se classa 3e et termina 4e au total.
Lors du Grand Prix 2007/2008, Meissner a commencé sa saison en battant la championne du monde en titre, Miki Ando à Skate America. Ce fut sa première victoire sur le circuit du Grand Prix. Elle termina 2e au Trophée Eric-Bompard, la qualifia pour la Finale du Grand Prix. Lors de la Finale, elle a patiné avec une foulure à la cheville droite; une blessure qu'elle s'est infligée lors d'un spectacle. Elle se classa 6e à la Finale du Grand Prix. Lors des championnats des États-Unis, Meissner était 4e après le programme court. Après avoir connu un programme libre désastreux où elle chuta 3 fois, elle se retrouva 7e du libre et 7e au total. Malgré tout, elle est nommée sur l'équipe américaine pour les championnats du monde, puisque les patineuses ayant terminé en première, deuxième et quatrième places n'avaient pas l'âge minimal requis. Meissner a donc accompagné la médaillée de bronze, Ashley Wagner, et la détentrice de la cinquième place, Beatrisa Liang, aux championnats du monde.
Lors des championnats du monde 2008, Meissner s'est classé 9e du programme court, 12e du programme libre, 7e au total. Son classement était le meilleur classement des patineuses américaines lors de ses championnats. Après cette saison, elle a fait de la tournée avec Stars On Ice.
À la saison 2008/2009, Meissner s'est classée 8e à Skate America ainsi qu'à la Coupe de Russie. Le 19 janvier 2009, elle dut déclarer forfait des championnats des États-Unis, à cause d'une blessure.
Pour la saison 2009/2010, Meissner doit participer à la Coupe de Russie et au Trophée NHK.

### Changements d'entraineur

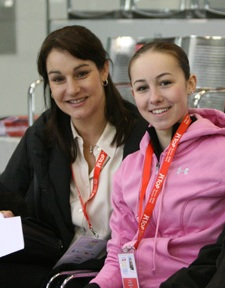
Kimmie Meissner avec Pam Gregory à la Finale du Grand Prix 2007/2008.

Meissner s'est entraîné avec Pam Gregory de 2003 à 2008. Avant les championnats des États-Unis 2008, Meissner a travaillé ses pirouettes avec le champion du monde 1996, Todd Eldredge. Peu après cette compétition, Eldredge lui recommanda de mettre de l'emphase sur ses pirouettes et lui suggéra de travailler avec son ancien entraîneur Richard Callaghan.
Meisser a donc décidé de changer d'entraîneur après avoir conclu un arrangement temporaire avec Richard Callaghan. Elle s'est entrainé à Fort Lauderdale avec Callaghan durant 6 semaines entre les championnats des États-Unis et les championnats du monde. Depuis, elle travaille en alternance avec Callaghan et Eldredge.

## Palmarès
| Compétition                   | 2004    | 2005    | 2006    | 2007    | 2008    | 2009    | 2010    |  |  |  |  |  |  |  |
| Jeux olympiques d'hiver       |         |         | 6e      |         |         |         |         |  |  |  |  |  |  |  |
| Championnats du monde         |         |         | 1re     | 4e      | 7e      |         |         |  |  |  |  |  |  |  |
| Quatre continents             |         |         |         | 1re     |         |         |         |  |  |  |  |  |  |  |
| Championnats des États-Unis   |         | 3e      | 2e      | 1re     | 7e      | F       | F       |  |  |  |  |  |  |  |
| Championnats du monde juniors | 2e      | 4e      |         |         |         |         |         |  |  |  |  |  |  |  |
|                               |         |         |         |         |         |         |         |  |  |  |  |  |  |  |
| Grand Prix ISU                | 2003/04 | 2004/05 | 2005/06 | 2006/07 | 2007/08 | 2008/09 | 2009/10 |  |  |  |  |  |  |  |
| Finale du Grand Prix          |         |         |         |         | 6e      |         |         |  |  |  |  |  |  |  |
| Skate America                 |         |         |         | 2e      | 1re     | 8e      |         |  |  |  |  |  |  |  |
| Trophée de France             |         |         | 5e      | 3e      | 2e      |         |         |  |  |  |  |  |  |  |
| Coupe de Russie               |         |         |         |         |         | 8e      | F       |  |  |  |  |  |  |  |
| Trophée NHK                   |         |         | 5e      |         |         |         | F       |  |  |  |  |  |  |  |
| Légende : F = Forfait         |         |         |         |         |         |         |         |  |  |  |  |  |  |  |